# Agrotis fuerteventurensis
Agrotis fuerteventurensis är en fjärilsart som beskrevs av Rudolf Pinker 1974. Agrotis fuerteventurensis ingår i släktet Agrotis och familjen nattflyn. Inga underarter finns listade i Catalogue of Life.